# Neuötting

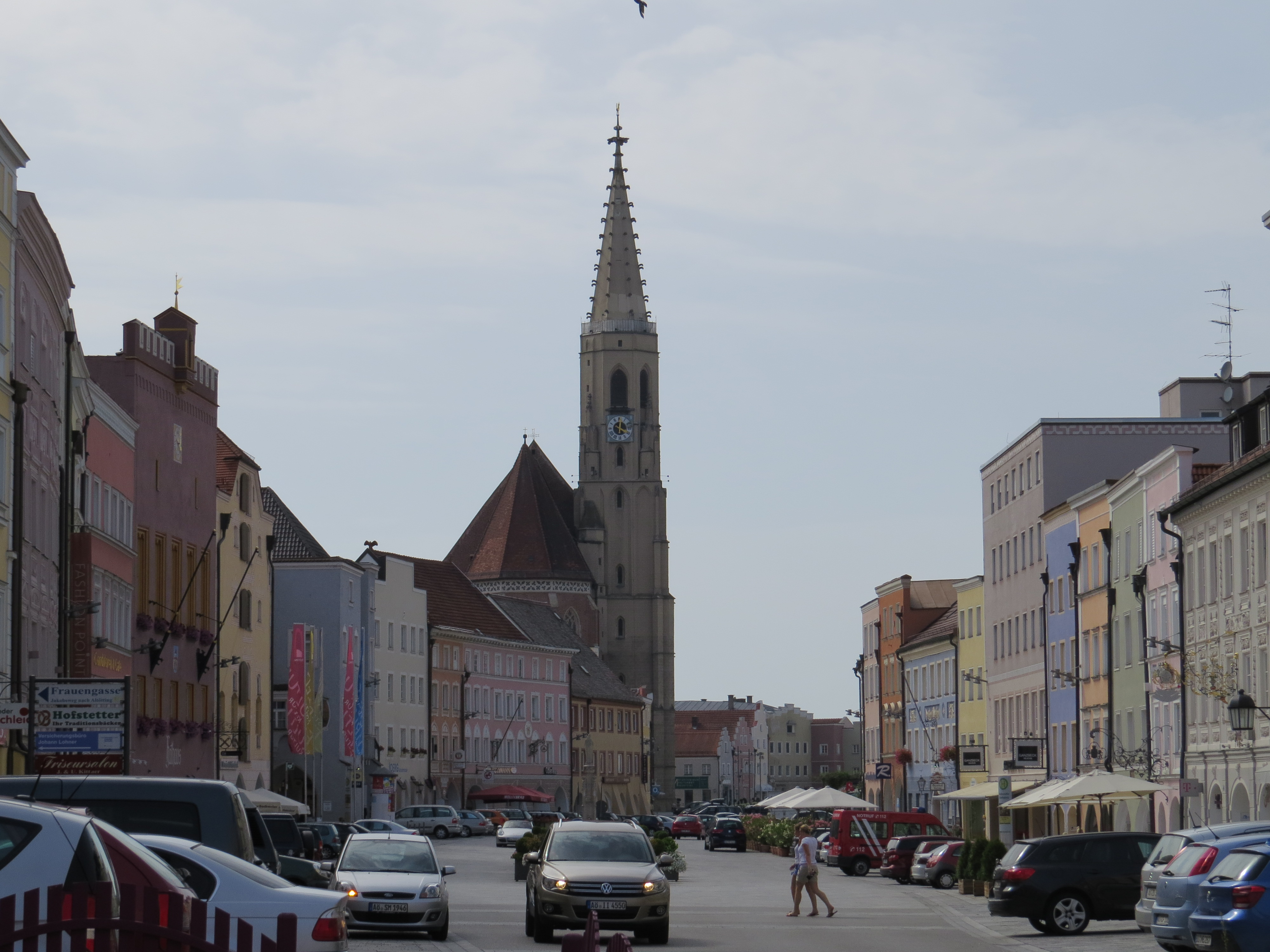
Ludwigstraße mit Stadtpfarrkirche

Neuötting (bairisch: Neieding) ist eine Stadt im oberbayerischen Landkreis Altötting im Regierungsbezirk Oberbayern.

## Geografie

### Geografische Lage
Die Stadt liegt am Inn, 2 km nördlich des bekannten Wallfahrtsorts Altötting, und gehört zur Tourismusregion Inn-Salzach. Neuötting befindet sich auf einer Meereshöhe von rund 390 m über NN auf einem Ausläufer der Hochschotterterrasse, die vom Inn im Norden und vom Mörnbach im Südwesten begrenzt wird. Die zum Neuöttinger Gemeindegebiet gehörenden Ortsteile im Alzgern befinden sich östlich der Stadt zwischen dem Inn und der hier einmündenden Alz. Im Süden begrenzt der Öttinger Forst das Alzgerner Siedlungsgebiet.
Sie liegt rund 70 km nördlich von Salzburg, 80 km südwestlich von Passau und knapp 100 km östlich von München.

### Gemeindegliederung
Es gibt 40 Gemeindeteile (in Klammern ist der Siedlungstyp angegeben):
- Alter Pfarrhof (Einöde)
- Alzberg (Einöde)
- Alzgern (Pfarrdorf)
- Bemberg (Einöde)
- Bremsthal (Einöde)
- Erber (Einöde)
- Fading (Einöde)
- Gasteig (Einöde)
- Gießübel (Einöde)
- Holzmann (Einöde)
- Jaubing (Weiler)
- Kainzberg (Einöde)
- Kohlstatt (Weiler)
- Kuhbauer (Einöde)
- Lehneck (Einöde)
- Lohner (Einöde)
- Lohwimm (Einöde)
- Maierhof (Einöde)
- Mitterau (Einöde)
- Mitterhausen (Kirchdorf)
- Mitterlehen (Einöde)
- Mittling (Kirchdorf)
- Neuötting (Hauptort)
- Oed (Weiler)
- Ortfischer (Einöde)
- Ortmairgütl (Einöde)
- Pfaffenöd (Einöde)
- Reitmann (Einöde)
- Riedergütl (Einöde)
- Roja (Weiler)
- Sankt Johann (Einöde)
- Schwepfing
- Sigl (Einöde)
- Sporneck (Einöde)
- Stockmann (Einöde)
- Stög (Weiler)
- Straß (Weiler)
- Überfuhr (Einöde)
- Untereschelbach (Weiler)
- Winkl (Einöde)

Außerhalb der Altstadt liegen die Vorstädte St. Sebastian, St. Anna und die Fischervorstadt. Die östlich von Neuötting gelegenen 35 Orte der ehemaligen Gemeinde Alzgern wurden am 1. Juli 1971 eingemeindet.
Die Einöde Obereschelbach ist mittlerweile zur Wüstung geworden.

## Geschichte

### Die Anfänge der Besiedelung
Archäologische Funde aus vor- und frühgeschichtlicher Zeit belegen die lange Geschichte im Bereich von Neuötting und Alzgern. Erste Siedlungsspuren sind unter anderem ein Silexfund bei Alzgern und eine Steinaxt des Spätneolithikums, die 1909 bei Roja gefunden wurde. Weitere Fundkomplexe reichen von der Bronze- und Latènezeit bis hin zu Funden aus römischer und bajuwarischer Zeit.
Ein größerer Siedlungskomplex der römischen Kaiserzeit wird im Umfeld von Neuötting, im Bereich zwischen Simbacher Straße und der Autobahn A 94, vermutet. Gestützt wird diese These durch zahlreiche Einzelfunde in diesem Gebiet sowie die Entdeckung einer römischen Grabanlage am Michaelifeld im Jahr 1998.

### „Autingas“ – die Anfänge von Oetting
Urkundlich tritt Oetting im Jahre 748 erstmals ins Licht der Geschichte. Auf einer lateinisch abgefassten Urkunde erscheint der Ort in seiner latinisierten Namensform „autingas“. Der Siedlungskern lag im Gebiet des heutigen Altötting, im Bereich des Kapellplatzes. Hier befand sich ein Hof des bayerischen Herzogs Tassilo, der bedeutendste Herzogssitz in Bayern nach Regensburg. Im 9. Jahrhundert ist Oetting bereits königliche Pfalz.

### Vom Markt zur Stadt
Die erste Erwähnung von Neuötting findet sich in einer Urkunde aus dem Jahr 1231, in der die namentliche Trennung von Alt- und Neuötting erstmals schriftlich belegt ist: „vetus Odingen …a porta fori scilicet novi Odingen“ (das alte Odingen … vorm Tore des Marktes des neuen Odingen). Dies weist bereits auf eine bestehende Marktsiedlung hin, deren Entstehung wohl bald nach 1200 durch die Wittelsbacher Herzöge erfolgt sein dürfte.
Die Siedlung entwickelte sich in den folgenden Jahren zu einem blühenden Gemeinwesen mit Zollstation, Markt und einer Münze. Im Jahr 1296 wird Neuötting erstmals als Stadt bezeichnet. Die erste Erwähnung eines Stadtrechts erfolgt 1316, die älteste erhaltene Niederschrift ist aus dem Jahr 1321 datiert.

### Stadtrecht und Siegel
Das Neuöttinger Stadtrecht umfasst 114 Artikel. Es diente als Vorlage für eine Reihe anderer Stadtrechte, wie z. B. dem Stadtrecht von Schärding (Oberösterreich). Darin wurde die Rechtspflege, das Zusammenleben der Bürger sowie Handel und Handwerk geregelt. Die Stadt übte die „niedere Gerichtsbarkeit“ aus. Dazu gehörte nicht die Verurteilung bei todeswürdigen Verbrechen (Hochgerichtsbarkeit) wie Raub, Überfall, Notzucht und Mord.
Seit dem 14. Jahrhundert führt die Stadt ein Siegel mit der Madonna im Oktogon der Altöttinger Gnadenkapelle. Das älteste Hauptsiegel, das vor 1321 entstanden ist, zeigt die Kapelle noch ohne die gotischen Anbauten. In späteren Siegeln wird das Gebäude abwechselnd rund und achteckig dargestellt.

### Herzogstadt und Handelsstadt

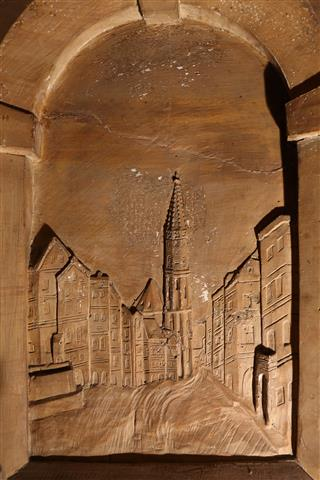
Bogner Epitaph 1588: Älteste Stadtansicht Neuöttings

Der Ort hat es seiner Lage am Schnittpunkt zweier bedeutender Handelswege zu verdanken, dass es sich relativ rasch zu einer bedeutenden Handelsstadt entwickelte: dem Inn und der Handelsstraße zwischen Regensburg und Salzburg. Zudem lag die Stadt auf der nach drei Seiten steil abfallenden Bergterrasse gut geschützt und ließ sich leicht verteidigen. Die Wittelsbacher Herzöge verfolgten mit der Gründung Neuötting ein klares strategisches Ziel: sie richtete sich gegen die Salzburger Städte Mühldorf und Tittmoning im Kampf um die Kontrolle der Handelswege.
Die wichtigste Einnahmequelle war neben dem Getreidehandel der Salzhandel. Das Salz kam auf dem Wasserweg aus Hallein und Reichenhall über die Flüsse Salzach und Inn nach Neuötting und wurde von hier auf dem Landweg nach München und Regensburg und in außerbayerische Gebiete transportiert. Als 1649 die Salzniederlage endgültig aufgehoben wurde, war dies für Neuötting wirtschaftlich ein herber Verlust.
Neben ihrer Bedeutung als Handelsstadt war Neuötting seit dem 14. Jahrhundert auch Sitz zahlreicher herzoglicher Ämter wie dem Mautamt und dem Pfleggericht. Die Stadt war also nicht nur eines der größten Handelszentren in der Region, sondern seine Ämter, seine Münze und die herzogliche Burg machten sie zu einem wichtigen Verwaltungszentrum des Inn-Salzach-Raums. Der Grad der Bedeutung Neuöttings in jener Zeit lässt sich auch daran ablesen, dass die Stadt ein eigenes Oettinger Maß und Gewicht hatte.

### Der Stadtbrand 1797 und seine Folgen
Eine einschneidende Zäsur in der historischen Stadtentwicklung markierte der große Stadtbrand von 1797, in dessen Folge große Teile der Stadt zerstört wurden und Neuötting seine Rolle als wichtiger Amtssitz für immer verlor. Bedingt durch die politischen Reformen unter Staatsminister Graf von Montgelas (1759–1838) und den Stadtbrand 1797 wurden zu Beginn des 19. Jahrhunderts viele Ämter verlegt oder endgültig aufgehoben. Darunter befanden sich das Forstgericht, das Pfleggericht und das Mautamt. 1822 verlor Neuötting auch seine Funktion als Garnisonsstadt.

### Die Stadtentwicklung im 19. und 20. Jahrhundert
Trotz dieser historischen Zäsur blieb Neuötting auch im 19. Jahrhundert ein wichtiger Handels- und Marktplatz für das Umland. Wichtige Kaufmanns- und Unternehmerfamilien waren hier ansässig, wie z. B. die aus Savoyen stammende Kaufmannsfamilie Cartier oder die Schiffsmeisterfamilie Riedl.
Bis in die Anfänge des 20. Jahrhunderts blieb die städtische Entwicklung auf die historischen Stadtteile begrenzt: den mittelalterlichen Stadtkern zwischen Burghauser und Landshuter Tor mit seinen Seitengassen, die Sebastiani-Vorstadt, das Stadtviertel „unter den Lederern“ (heute Mühlgasse), sowie die St. Anna- und die Fischer-Vorstadt. Erst in neuerer Zeit kamen am Bürgerwald und zwischen Altstadt und Inn neue Wohngebiete hinzu. Noch etwas jünger sind die Gewerbegebiete im Westen und Osten der Stadt und nördlich des Inns an der Bundesautobahn 94.
Im Jahr 1971 wurde die Gemeinde Alzgern mit den Gemeindeteilen Untereschelbach, Schwepfing, Alzgern, Mitterhausen, Jaubing und Mittling eingemeindet. Das Gemeindegebiet umfasst heute eine Fläche von 37 km², die Bevölkerungszahl liegt bei rund 8500 Einwohnern.

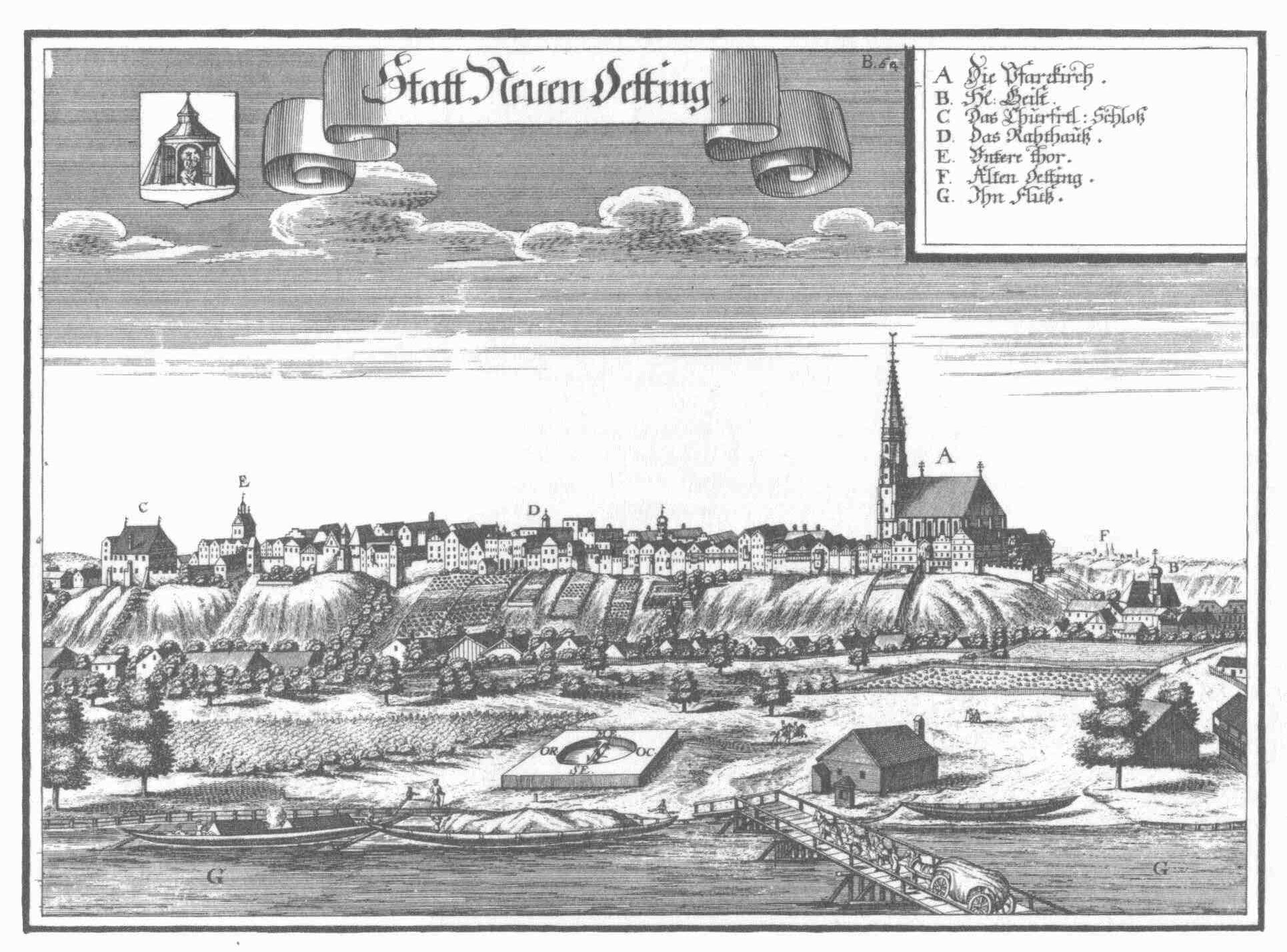
Ansicht von Neuötting nach einem Kupferstich von Michael Wening von 1721

### Einwohnerentwicklung
Zwischen 1988 und 2018 wuchs die Stadt von 7723 auf 8932 um 1209 Einwohner bzw. um 15,7 %.

## Stadtbild
Das historische Stadtbild leitet sich direkt von der Topografie ab: auf einem Hochplateau das auf drei Viertel der Altstadt-Länge mit auf 3 Seiten (Westen, Süden und Norden) steil abfallenden Hängen gelegen, folgt der Grundriss der Altstadt dem langgezogenen, in der Mitte aufgeweiteten Marktplatz, an dessen Enden sich jeweils ein Stadttor (Burghauser und Landshuter Tor) befindet. Auf den Marktplatz stoßen von beiden Seiten Gassen, die teilweise durch Schwibbögen vom Platz abgetrennt sind. Die Architektur ist geprägt durch den Inn-Salzach-Stil, der auch in den Altstädten benachbarter Städte, wie etwa Mühldorf a. Inn und Tittmoning, anzutreffen ist. Das Wahrzeichen der Stadt ist die Pfarrkirche St. Nikolaus, eine große dreischiffige Hallenkirche der Spätgotik (1410–1492). Wegen ihrer exponierten Lage am westlichen Ende des Hochplateaus ist sie aus größerer Entfernung sichtbar.

## Verkehr
Neuötting ist über die Autobahn A 94, Anschlussstelle Nr. 23 (Neuötting), die Bundesstraßen B 299 und B 588 ans übergeordnete Straßennetz angebunden.

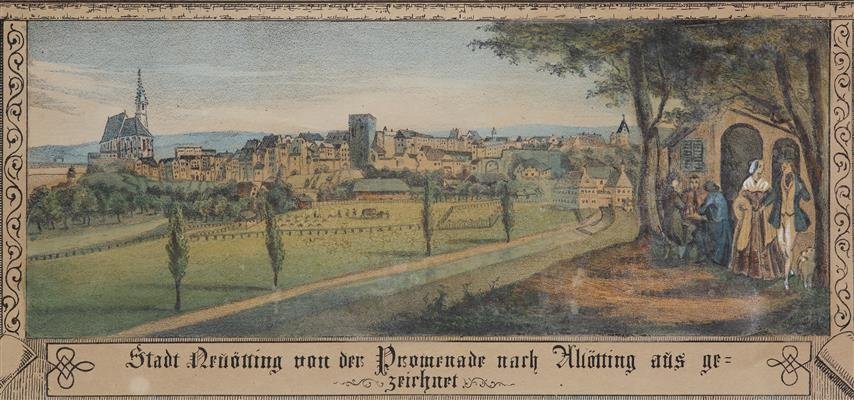
Stadtansicht Neuöttings von Süden, Ausschnitt aus einer Lithographie von Josef Günther 1848 (Stadtmuseum Neuötting)

Regionale Straßenverbindungen bieten die Staatsstraßen St 2550 (ehemalige B 12) aus Mühldorf, St 2107 nach Burgkirchen und St 2108 über Emmerting nach Burghausen.
Im etwa zwei Kilometer entfernten Eisenfelden befindet sich der von der Südostbayernbahn betriebene Bahnhof Neuötting an der Bahnstrecke München–Simbach. Die Königlich Bayerischen Staatseisenbahnen nahmen den Bahnhof am 1. Mai 1871 in Betrieb. Von 1906 bis 1930 war Neuötting durch die Dampfstraßenbahn Neuötting–Altötting mit Altötting und dem Bahnhof Neuötting verbunden.

## Politik

### Stadtrat
Nach der letzten Kommunalwahl am 15. März 2020 hat der Stadtrat 20 Mitglieder. Die Wahlbeteiligung lag bei 52,87 %. Die Wahl brachte folgendes Ergebnis:
| Wahl des Stadtrats Neuötting 2020Wahlbeteiligung 52,7 % 50403020100 46,826,714,312,2 CSUSPDGrüneFWGewinne und Verlusteim Vergleich zu 2014 %p 8 6 4 2 0 −2 −4 −6 −8−1,4−6,4+7,6+0,2CSUSPDGrüneFW | Sitzverteilung im Stadtrat Neuötting seit 2020Insgesamt 20 Sitze - SPD: 5 - Grüne: 3 - FW: 2 - CSU: 10 |

Weiteres Mitglied und Vorsitzender des Gemeinderates ist der Bürgermeister.

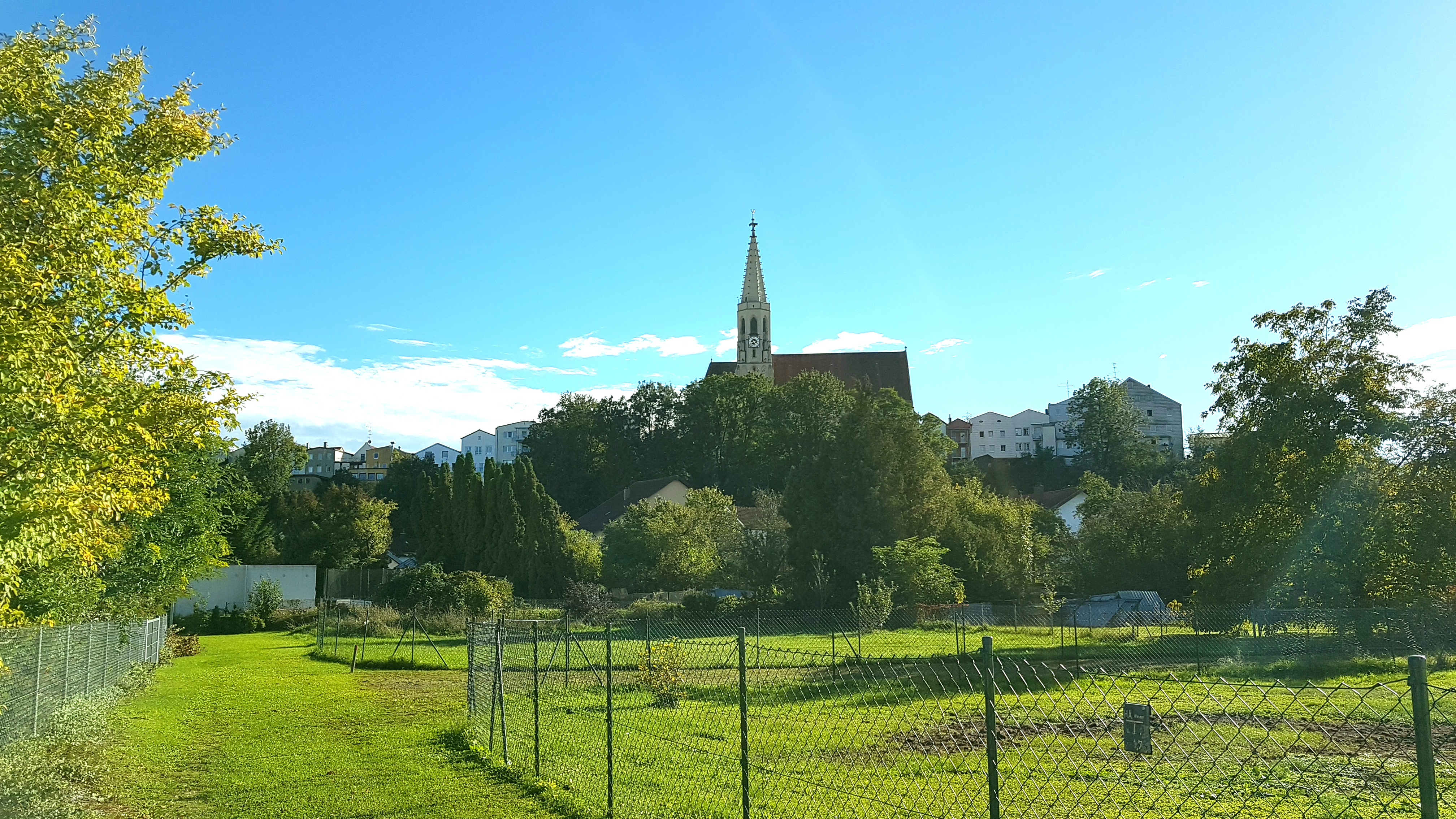
Westliche Altstadt von Norden

### Bürgermeister
Peter Haugeneder (SPD) ist seit 1. Mai 2008 Erster Bürgermeister; dieser wurde am 15. März 2020 bei einer Mitbewerberin mit 64,4 % der Stimmen für weitere sechs Jahre im Amt bestätigt.

### Wappen
| Wappen der Stadt Neuötting | Blasonierung: „In Blau eine achteckige silberne Kapelle mit breitem Unterbau und schmälerem Obergeschoss und rotem Zeltdach; im offenen Tor mit goldenen Flügeln sitzend die gekrönte heilige Maria mit blau gefüttertem silbernen Mantel und rotem Kleid, auf dem linken Arm das nimbierte nackte Kind.“ |
| Wappen der Stadt Neuötting | Das Wappen wird seit dem 14. Jahrhundert geführt. |

### Städtepartnerschaften
- Tschechien: Nová Včelnice

## Sehenswürdigkeiten, Vereine und Kultur

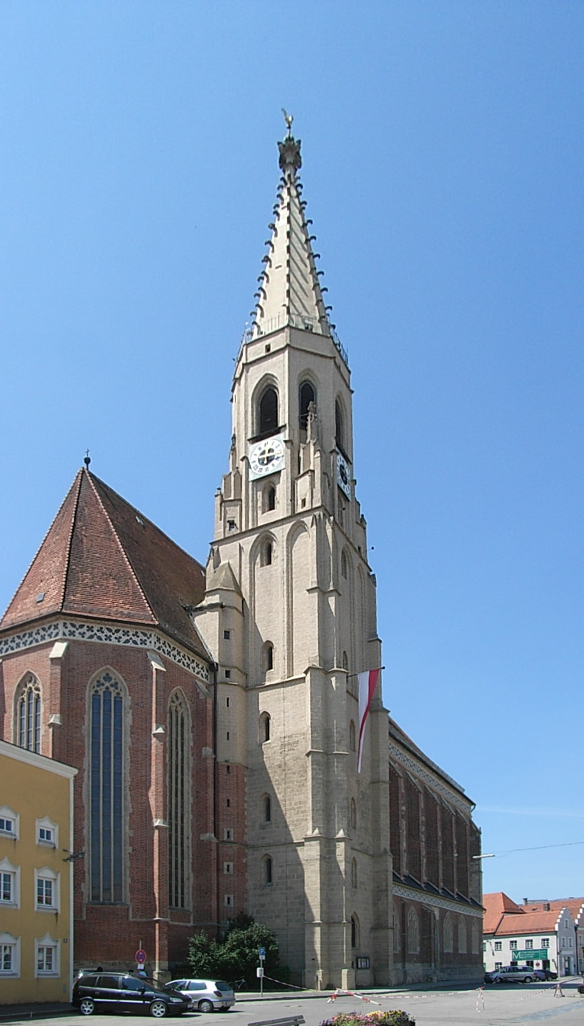
Stadtpfarrkirche St. Nikolaus

### Sehenswürdigkeiten
- Der historische Stadtplatz, die Ludwigstraße ist im Inn-Salzach-Stil erbaut. Zahlreiche repräsentative Bürgerhäuser wie z. B. das Cartier-Haus oder das Baron-Haus erinnern an Neuöttings Geschichte als bedeutende Handelsstadt.
- Das Rathaus mit Getreide-Stadel, ein stattlicher Bau mit gezinntem Giebel und Glockentürmchen, im Kern aus dem 16. Jahrhundert
- Das Stadtmuseum, ehemaliges Zehenthaus des Klosters Baumburg, seit 1996 Stadtmuseum[10]
- Die stattliche spätgotische Stadtpfarrkirche St. Nikolaus mit ihrem 78 Meter hohen Turm wurde 1410 von Hans von Burghausen begonnen und erst 1623 abgeschlossen. 1878 bis 1896 fand eine umfangreiche Neugestaltung statt, auf die das Rippengewölbe im Langhaus zurückgeht, während die Wölbungen des Chores und der Seitenkapellen aus dem Mittelalter stammen. Die Einrichtung ist bis auf das Orgelgehäuse von 1643 größtenteils neugotisch.[11]
- Die spätgotische Nebenkirche St. Anna wurde 1510 erbaut und 1511 geweiht. Die ehemalige Siechenhauskapelle enthält ein Schnitzwerk der heiligen Sippe um 1515.
- Die spätgotische Spitalkirche Hl. Geist entstand um 1500 an einer Kapelle von 1423, die als Seitenkapelle erhalten blieb. Der Rokokoaltar stammt aus der Landshuter Dominikanerkirche.
- Die 2006 eröffnete Parkbahn Neuötting hat eine Gleislänge von 505 Metern und eine Spurweite von 7 1/4 Zoll.

### Vereine
- Die Faschingsgesellschaft Neuötting e. V. wurde 1975 offiziell als eingetragener Verein gegründet, wobei der Verein eine viel längere Geschichte hat.
- Der Spielmanns- und Fanfarenzug Neuötting e. V. (SPFZ) ist 1960 gegründet worden und tritt seit 1968 mit der historischen Bürgerwehruniform von Neuötting aus dem Jahre 1820 auf.
- Die Freiwillige Feuerwehr der Stadt Neuötting e. V. wurde im Jahre 1860 gegründet. Sie ist die älteste Freiwillige Feuerwehr im Landkreis.
- Der TSV 1852 Neuötting e. V. wurde 1852 gegründet und ist der größte Sportverein der Stadt. Es gibt die Abteilungen Fußball, Tennis, Basketball, Tischtennis, Turnen, Ski, Kegeln und Karate.

### Regelmäßige Veranstaltungen
- Neuöttinger Gaudiwurm: Faschingsumzug
- Internationale Neuöttinger Gitarrentage: seit 2001 prägt dieses – jährlich im April stattfindende – Festival das Image Neuöttings als Kulturstadt. Gitarristen von Weltruf sind in der Stadt zu Gast, aber auch für junge vielversprechende Nachwuchstalente bietet das Festival ein Forum
- Neuöttinger Arkadenhofkonzerte: im Juli findet diese Konzertreihe in den historischen Arkadenhöfen der Stadt statt. Das Repertoire reicht dabei von klassischer Musik bis Jazz und Weltmusik.
- Neuöttinger Volksmusiktage: sie ist die traditionsreichste Veranstaltungsreihe der Stadt. Jedes Jahr im Oktober treffen sich Volksmusikgruppen aus nah und fern im Neuöttinger Stadtsaal.
- Marktwesen: Vier große Jahrmärkte im Frühjahr und Herbst sowie ein großer Antik- und Raritätenmarkt im August ziehen Besucher aus nah und fern jedes Jahr nach Neuötting.
- Neuöttinger Volksfest mit Trachtenmarkt: Die Dult findet immer Mitte August auf dem Neuöttinger Festplatz statt. Der Trachtenmarkt am Dultsonntag zählt dabei zu den besonderen Attraktionen dieses Volksfests.
- Stadtfest: Hier feiern die Neuöttinger mit ihren Gästen auf dem Neuöttinger Stadtplatz. Das Stadtfest findet alle zwei Jahre statt.
- Bürgerfest: Alle zwei Jahre veranstaltet die Feuerwehr Neuötting im Wechsel mit dem Stadtfest ihr Bürgerfest am Feuerwehrhaus. Das Fest versteht sich als ein Fest von Bürgern für Bürger und ist immer sehr gut besucht.

## Trinkwasserversorgung und Abwasserentsorgung
Die Gewinnung, Aufbereitung und Verteilung des Trinkwassers wird seit 1992 von der Stadt Altötting übernommen. Es erfolgt eine gemeinschaftliche Versorgung der Städte Altötting und Neuötting sowie der Gemeinde Winhöring. Das Trinkwasser wird aus fünf Brunnen gefördert: Drei Brunnen beim Wasserwerk an der Osterwies reichen bis in den 2. Grundwasserleiter des tertiären Grundwasserstroms in 185 bis 207 Metern Tiefe. Zwei weitere Brunnen befinden sich im Staatsforst Altötting und fördern aus dem 1. Grundwasserstock in 62 und 64 Metern Tiefe. Im Wasserwerk Altötting  erfolgt die Aufbereitung des Rohwassers, welche sich hauptsächlich auf die Enteisenung und Entmanganung beschränkt. Dem Wasser werden keine Chemikalien zugefügt. Um Energiekosten zu sparen, läuft die Anlage nur während der Nachtstromzeiten zwischen 22 und 6 Uhr. Nach der Aufbereitung wird das Trinkwasser in das 179 Kilometer lange Hauptleitungsnetz eingespeist (davon 45 Kilometer in Neuötting). Bei Graming befindet sich ein Hochbehälter  mit 9.000 m³ Fassungsvermögen, der 1991 in Betrieb ging. Er soll Verbrauchsspitzen abdecken und dient der Druckerhaltung im Netz.
Der Brutto-Verbrauchspreis liegt bei 1,38 Euro je Kubikmeter. Mit einer Gesamthärte von 13,4 °dH liegt das Neuöttinger Trinkwasser im Härtebereich „mittel“.
Das Abwasser von Neuötting wird in der zentralen Kläranlage Alt-Neuötting behandelt . An die Anlage sind ca. 34.000 Einwohner aus Altötting und Neuötting sowie den Gemeinden Kastl, Teising, Winhöring und dem Markt Tüßling angeschlossen. Der Anschlussgrad der Stadt Neuötting lag 2016 bei 96,1 %. Die Kläranlage wurde 1977 in Betrieb genommen. Im Jahr werden etwa 3 Mio. m³ Abwasser gereinigt und in den Inn abgegeben. Der anfallende Klärschlamm wird verfault, mit einer Zentrifuge entwässert und anschließend verbrannt. Das bei der Faulung entstehende Klärgas wird mit in einem Blockheizkraftwerk zur Strom- und Wärmeerzeugung verwendet. So kann die Anlage inzwischen etwa die Hälfte ihres Energiebedarfs selbst decken.

## Tourismus
Die Stadt liegt am Schnittpunkt wichtiger regionaler und überregionaler Radwege wie dem Innradweg oder dem Benediktradweg.

## Persönlichkeiten

### In Neuötting geboren
- Urban Lorenz Kirnberger (1819–1892), Organist, Musiklehrer und Komponist
- Hubert von Leoprechting (1897–1940), Separatist, Agent, Publizist, Hochstapler und verurteilter Hochverräter
- Anton Staller (1923–2008), Orgelbauer
- Lydia Pfann (1931–2019), Turnerin
- Seban Dönhuber (1934–2023), Politiker
- Hermann Wimmer (* 1936), Politiker
- Günther Rybarczyk (* 1951), Fußballspieler, -trainer und -funktionär
- Anton Haugeneder (* 1953), Schriftsteller

### Mit Neuötting verbunden
- Karl Freiherr von Leoprechting (1818–1864), Volkskundler und Genealoge, zog 1854 nach Neuötting und war hier Distriktrat und Landwehrmajor
- Josef Zirnbauer (1834–1917), Lederfabrikant und Lokalpolitiker; wuchs in Neuötting auf
- Georg Pletzeneder (1836–1883), Druckereibesitzer und Bürgermeister in Neuötting, Abgeordneter des Bayerischen Landtags
- Paul Maria Baumgarten (1860–1948), katholischer Priester und Historiker; lebte ab 1924 in Neuötting
- Max Halbe (1865–1944), Schriftsteller; lebte und starb in Neuötting
- Max Fellermeier (1890–1982), Lehrer und Heimatforscher
- Rudolf Gunkel (1915–2013), Politiker, starb in Neuötting
- Franz Mußner (1916–2016), katholischer Geistlicher und Theologe, war in den 1940er Jahren Kaplan in Neuötting
- Hans Pfann (1920–2021), Olympiateilnehmer, ehemaliger Turner des TSV 1852 Neuötting
- Gerold Tandler (* 1936), Politiker
- Johann Brandstetter (* 1959), Illustrator und Künstler, wohnt in Neuötting
- Franz Ackermann (* 1963), Maler, wuchs in Neuötting auf
- Stephan Mayer (* 1973), Politiker